# La Nogalera
La Nogalera es un barrio de la ciudad de Torremolinos, en la provincia de Málaga, España. Está situado en el centro de la ciudad, junto a la plaza Costa del Sol. Está compuesto por la urbanización homónima y algunas calles adyacentes, pero carece de límites oficiales. 

## Historia
La urbanización fue construida en 1963 por José Osinalde Peñagaricano y fue llevada a cabo por Valentín Echevarría según el proyecto del arquitecto Antonio Lamela Martínez, responsable del diseño de numerosos edificios de la ciudad, así como del barrio de Playamar. El proyecto de La Nogalera fue un hito arquitectónico en la ciudad, ocupando una enorme extensión de unos 23.000 m². Constaba de seis edificios altos unidos por pasarelas elevadas sobre zonas ajardinadas y comerciales, e incluía varias piscinas y zonas de esparcimiento, además de un pequeño "pueblo andaluz" con locales de ocio.
Fue inaugurado oficialmente en 1966 por el ministro de Información y Turismo, Manuel Fraga Iribarne y pronto se ubicaron en la zona numerosos establecimientos comerciales emblemáticos de la época dorada de Torremolinos.

## Transporte
| Línea | Trayecto                       | Recorrido y horarios | Plano de Línea          |
| ----- | ------------------------------ | -------------------- | ----------------------- |
| M-110 | Málaga-Benalmádena Costa       | Recorrido y Horarios | Plano                   |
| M-112 | Málaga-Mijas                   | Recorrido y Horarios | Plano                   |
| M-120 | Torremolinos-Fuengirola        | Recorrido y Horarios | Plano                   |
| M-121 | Torremolinos-Benalmádena-Mijas | Recorrido y Horarios | Plano                   |
| M-124 | Carola-Torremolinos            | Recorrido y Horarios | Plano                   |
| M-125 | Torremolinos-Patronato         | Recorrido y Horarios | Plano                   |
| M-126 | Benalmádena-Torremolinos       | Recorrido y Horarios | Plano                   |
| M-320 | Málaga-Marbella                | Recorrido y Horarios | Plano                   |
| L1    | Torremolinos - Aloha           |                      | Urbanos de Torremolinos |
| L2    | Torremolinos - Playamar        |                      | Urbanos de Torremolinos |